# Élections législatives jamaïcaines de 2025
Les élections législatives jamaïcaines de 2025 ont lieu le 3 septembre 2025 afin de renouveler les 63 membres de la Chambre des représentants de la Jamaïque,. 
Le gouvernement sortant du Parti travailliste jamaïcain (JLP) dirigé par Andrew Holness, Premier ministre depuis 2016, brigue un troisième mandat face au Parti national du peuple (PNP), dirigé par Mark Golding depuis 2020.

## Système électoral
La Chambre des représentants est la chambre basse du Parlement de Jamaïque. Elle est composée de 63 sièges pourvus pour cinq ans au scrutin uninominal majoritaire à un tour dans autant de circonscriptions uninominales.